# We Are the Bible
We Are the Bible – drugi singel brytyjskiego zespołu Anathema. Został wydany tylko dla członków Peaceville Collectors Club. Utwór Eternal Rise of the Sun został później umieszczony jako dodatkowy na japońskim wydaniu albumu The Silent Enigma.

## Lista utworów
1. "Nailed to the Cross / 666" - 04:05
2. "Eternal Rise of the Sun" - 06:30

## Twórcy
- Darren White - śpiew
- Vincent Cavanagh - gitara
- Duncan Patterson - gitara basowa
- Daniel Cavanagh - gitara
- John Douglas - perkusja